# Dariusz Białkowski
Dariusz Edward Białkowski (* 16. Juli 1970 in Białogard) ist ein ehemaliger polnischer Kanute.

## Erfolge
Dariusz Białkowski nahm an vier Olympischen Spielen teil. Bei seinem Olympiadebüt 1992 in Barcelona ging er mit Grzegorz Kotowicz im Zweier-Kajak über 1000 Meter an den Start und erreichte mit ihm nach einem vierten Rang im Vorlauf noch nach einem Sieg im Hoffnungslauf das Halbfinale, das sie auf Rang zwei beendeten. Im Endlauf überquerten sie nach 3:18,86 Minuten hinter der siegreichen Deutschen Kay Bluhm und Torsten Gutsche sowie den Schweden Gunnar Olsson und Karl Sundqvist als Dritte die Ziellinie und gewannen die Bronzemedaille. Vier Jahre darauf in Atlanta zogen Białkowski und Kotowicz nach Rang zwei im Vorlauf und einem Sieg im Halbfinallauf erneut ins Finale ein, verpassten diesmal als Vierte aber einen weiteren Medaillengewinn. Dabei mussten sie sich um sechs Hundertstelsekunden den drittplatzierten Bulgaren Andrian Duschew und Milko Kasanow geschlagen geben.
Bei den Olympischen Spielen 2000 in Sydney gehörte Białkowski zum polnischen Aufgebot im Vierer-Kajak auf der 1000-Meter-Strecke, zu der neben ihm noch Marek Witkowski, Grzegorz Kotowicz und Adam Seroczyński gehörten. Als Dritte ihres Vorlaufs gelang die direkte Finalqualifikation. Im Endlauf überquerte die Mannschaft nach 2:55,704 Minuten hinter der siegreichen ungarischen sowie der deutschen Mannschaft als Dritte die Ziellinie und gewann die Bronzemedaille. Auch 2004 in Athen war Białkowski Teil der polnischen Mannschaft im Vierer-Kajak, die erneut den Endlauf erreichte. Diesen schloss sie auf dem achten Rang ab.
Białkowski gewann bei den Weltmeisterschaften 1995 in Duisburg mit Grzegorz Kotowicz im Zweier-Kajak über 1000 Meter ebenso die Bronzemedaille wie im Vierer-Kajak über 500 Meter. Zwei Jahre darauf wiederholte er in Dartmouth mit Kotowicz bei den Weltmeisterschaften den dritten Platz auf der 1000-Meter-Strecke. Bei Europameisterschaften war Białkowski ebenso erfolgreich. Europameisterschaften 1997 belegte er in Plowdiw mit Kotowicz über 1000 Meter zunächst den zweiten Platz. Zwei Jahre später wurde er im Vierer-Kajak in Zagreb auf der 1000-Meter-Distanz Europameister. 2004 schloss er in Posen bei den Europameisterschaften den Wettkampf im Vierer-Kajak über 1000 Meter auf dem dritten Platz ab.
Im Einer-Kajak wurde Białkowski dreimal polnischer Landesmeister. Er ist mit der Kanutin Aneta Michalak-Białkowska verheiratet.